# Аидзувакамацу
Аидзувакама́цу, Айдзувакама́цу  (яп. 会津若松市 Аидзувакамацу-си) — город в Японии, находящийся в префектуре Фукусима. Площадь города составляет 383,03 км², население — 122 834 человека (1 августа 2014), плотность населения — 320,69 чел./км².

## Географическое положение
Город расположен на острове Хонсю в префектуре Фукусима региона Тохоку. С ним граничат города Корияма, Китаката, посёлки Инавасиро, Бандай, Симого, Айдзубанге, Айдзумисато и сёла Тэнъэй, Югава.

## Население
Население города составляет 122 834 человека (1 августа 2014), а плотность — 320,69 чел./км². Изменение численности населения с 1980 по 2005 годы:
| 1980 | 130 883 чел. |  |
| 1985 | 134 912 чел. |  |
| 1990 | 136 336 чел. |  |
| 1995 | 137 065 чел. |  |
| 2000 | 135 415 чел. |  |
| 2005 | 131 389 чел. |  |

## История
Традиционные изделия — лакированная посуда.

## Символика
Деревом города считается сосна густоцветная, цветком — мальва, птицей — обыкновенная кукушка.

## Достопримечательности
- Замок Аидзувакамацу